# Morris P. Fiorina

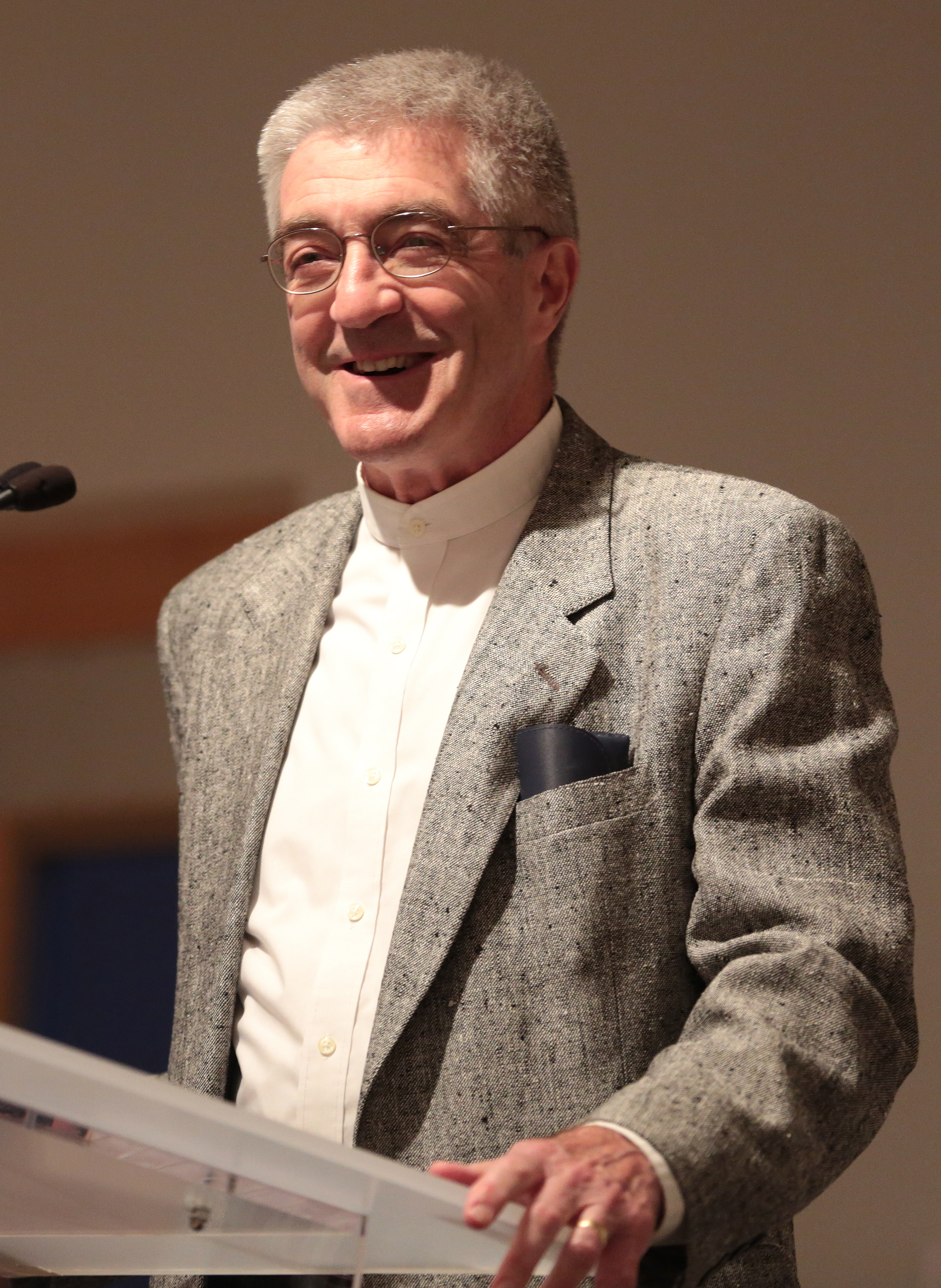

Morris Paul Fiorina (* 16. Mai 1946) ist ein US-amerikanischer Politikwissenschaftler und Hochschullehrer.

## Leben und Wirken
Morris P. Fiorina studierte Politikwissenschaft am Allegheny College und erwarb dort 1968 den Bachelorgrad. Sein Studium setzte er an der University of Rochester fort. Dort legte er 1971 die Magisterprüfung ab und promovierte 1972 zum Ph.D. Von 1972 bis 1982 lehrte er am California Institute of Technology, zunächst als wissenschaftlicher Assistent und seit 1975 bzw. 1976 als Professor. Von 1982 bis 1998 lehrte er als Professor an der Harvard University. Von 1998 bis 2002 hatte er schließlich eine Professur an der Stanford University inne. Er arbeitete im Redaktionsteam mehrerer Fachzeitschriften mit.
Im Jahre 1984 wurde Fiorina Mitglied der American Academy of Arts and Sciences. 2013 erhielt er die Ehrendoktorwürde des Allegheny College, wo er mit seinem Studium begann.
Schwerpunkte seiner wissenschaftlichen Arbeit sind die Parteien in den USA, das Wahlverhalten und der Kongress der Vereinigten Staaten.

## Veröffentlichungen (Auswahl)
- (mit John A. Ferejohn): The paradox of not voting. A decision theoretic analysis. In: American political science review, Bd. 68 (1974), S. 525–536.
- Representatives, roll calls, and constituencies. Lexington Books, Lexington, Mass. 1974.
- The voting decision. Instrumental and expressive aspects. In: The Journal of politics, Bd. 38 (1976), S. 390–413.
- The case of vanishing marginals. The bureaucracy did it. In: American political science review, Bd. 71 (1977), S. 177–181.
- Congress, keystone of the Washington establishment. Yale University Press, New Haven 1977, ISBN 0-300-02125-9.
- (mit Charles R. Plott): Committee decisions under majority rule. An experimental study. In: American political science review, Bd. 72 (1978), S. 575–598.
- The decline of collective responsibility in American politics. In: Daedalus, Bd. 109 (1980), S. 25–46.
- Retrospective voting in American national elections. Yale University Press, New Haven 1981, ISBN 0-300-02557-2.
- (mit Bruce Cain u. John Ferejohn): The personal vote. Constituency service and electoral independence. Harvard University Press, Cambridge, Mass. 1987, ISBN 0-674-66317-9.
- (Hrsg.): Home style and Washington work. Studies of congressional politics. University of Michigan Press, Ann Arbor, Mich. 1989, ISBN 0-472-10120-X.
- (Hrsg., mit Theda Skocpol): Civic engagement in American democracy. Brookings Institution, Washington, D.C. 1999, ISBN 0-8157-2810-7.
- (Mithrsg.): Continuity and change in the House elections. Stanford University Press, Stanford, Calif. 2000, ISBN 0-8047-3737-1.
- Divided government. Longman, New York 2003, ISBN 0-321-12184-8.
- (Mitautor): The new American democracy. 7. Aufl. Longman, Boston 2011, ISBN 978-0-205-78016-7.
- (mit Samuel J. Abrams u. Jeremy C. Pope): Culture war? The myth of a polarized America. 3. Aufl. Longman, Boston 2011, ISBN 0-205-77988-3.
- (mit Samuel J. Abrams): Disconnect. The breakdown of representation in American politics. University of Oklahoma Press, Norman 2011, ISBN 978-0-8061-4228-9.
- Reflections on the Study of American Congress, 1969–2009. In: Eric Schickler (Hrsg.): Oxford handbook of the American Congress. Oxford University Press, Oxford 2011, S. 861–874, ISBN 978-0-19-172486-2.
- (Hrsg., mit Daniel M. Shea): Can we talk? The rise of rude, nasty, stubborn politics. Pearson, New York 2013, ISBN 978-0-205-88518-3.
- (mit Samuel J. Abrams): Parties at war. Partisan sorting and the contemporary American electorate. Routledge, New York 2016, ISBN 978-1-138-65160-9.
- Unstable minorities. Polarization, party sorting, and political stalemate. Hoover Institution Press, Stanford, Calif. 2017, ISBN 978-0-8179-2115-6.
- (Hrsg.): Who governs?  Emergency powers in the time of COVID. Hoover Institution Press, Stanford, Calif. 2023, ISBN 978-0-8179-2525-3.